# 重力波検出器

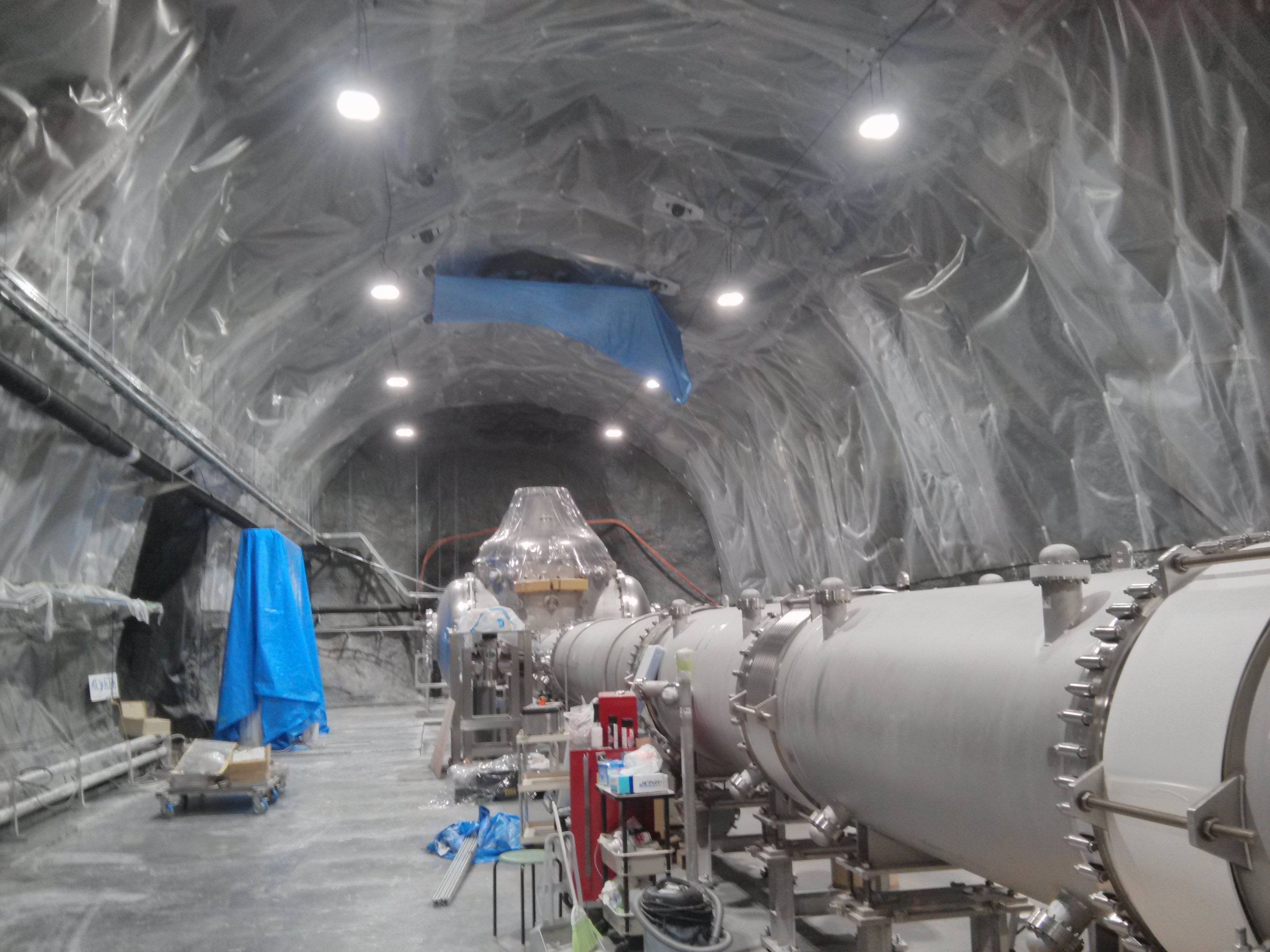
岐阜山中で建設中のKAGRA

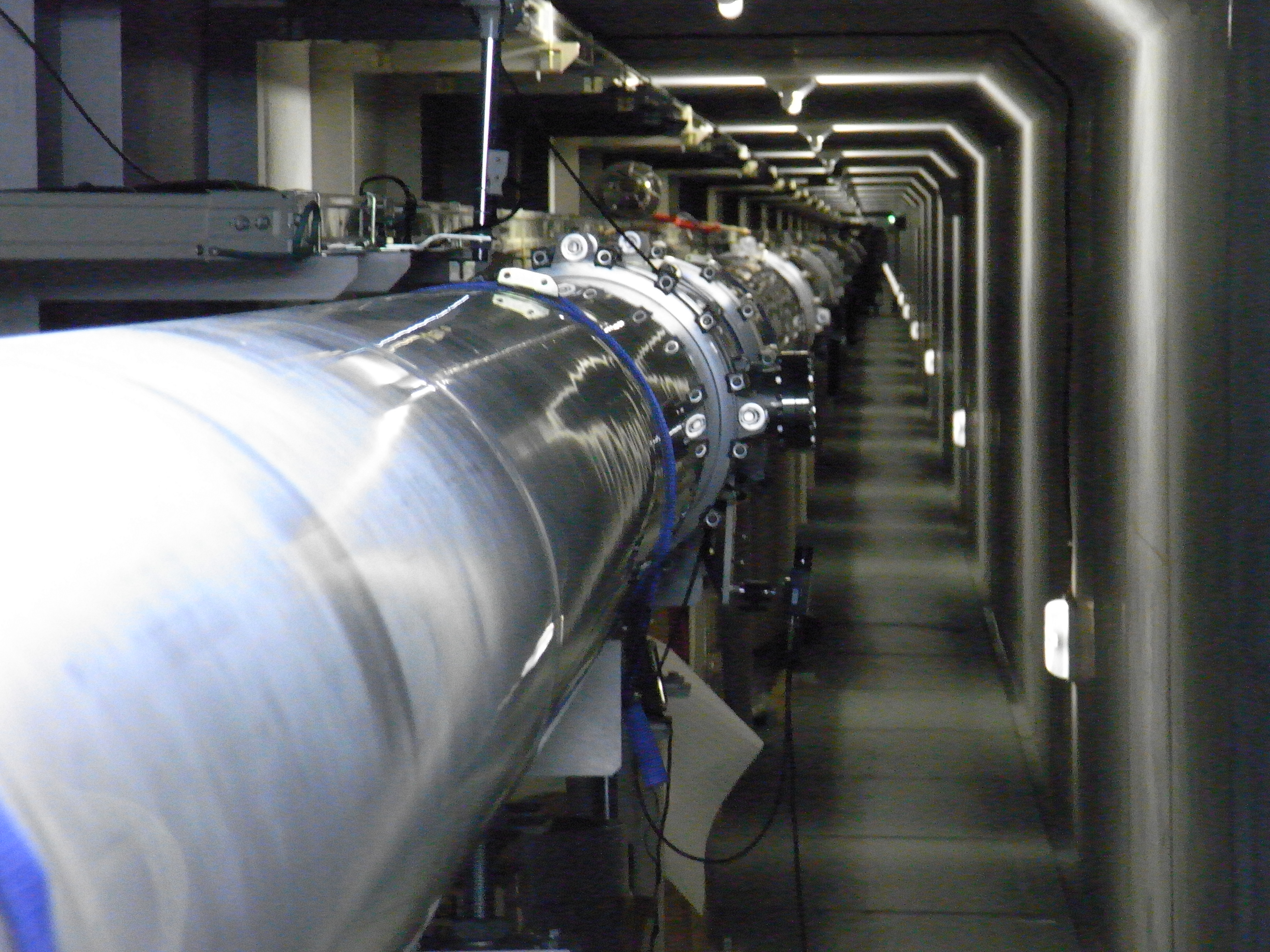
TAMA300。基線長300mの干渉計型重力波観測装置。国立天文台三鷹キャンパスの地下にある。

LIGOの模式図

重力波検出器（じゅうりょくはけんしゅつき）とは重力波の検出を目的とする観測装置である。重力波と量子重力理論の研究に使用される。

## 概要
重力波検出器には干渉計型と共振型がある。干渉計型ではレーザー光を使用するマイケルソン干渉計を使用する。共振型ではウェーバー・バーのように推定される重力波の周波数と共振する固有周波数を有する共振体が使用される。
2016年2月には、LIGOグループによってブラックホール連星からの重力波をはじめて捉えることに成功したと発表された。しかし、レーザー干渉計による測定では、少なくとも3台以上の干渉計の同時観測がないと、どの位置から重力波が来たのかは特定できない。これら複数の設備が協調すれば、到達時間の差から重力波源天体の方向を割り出すことができる。

## 構造
レーザー発振器からのレーザー光が直交する2方向に分割され、マイケルソン干渉計を構成する。基線長が検出感度に影響する。光路は真空に維持される。

## 主な機種
- KAGRA（日本） - 岐阜県の神岡鉱山内にあるレーザー干渉計。基線長は3,000m[2]。
- TAMA300（日本） - 国立天文台にあったレーザー干渉計。基線長は300メートル。
- CLIO（日本） - 東京大学宇宙線研究所等が共同して運営するレーザー干渉計重力波アンテナと地殻歪計。
- GEO600（イギリス・ドイツ） - ドイツ・ハノーファーにあるレーザー干渉計。基線長は600メートル。
- LIGO（カリフォルニア工科大学・マサチューセッツ工科大学） - アメリカ・ワシントン州ハンフォードとルイジアナ州リビングストンに設置されたレーザー干渉計。基線長は4キロメートル。
- Virgo（フランス・イタリア） - イタリア・ピサに設置されたレーザー干渉計。基線長は3キロメートル。
- AURIGA - イタリアの極低温共振型重力波検出器。
- LISA パスファインダー

### 開発予定
- DECIGO - DECIGOは "Deci-hertz Interferometer Gravitational wave Observatory" の略称である。0.1Hzから10Hz程度の重力波を観測できる宇宙重力波望遠鏡で、日本におけるKAGRAの次の将来計画となっている。
- 宇宙重力波望遠鏡 (LISA) - LISAは "Laser Interferometer Space Antenna" の略称であり、宇宙重力波望遠鏡（アンテナ）である。基線長は500万キロメートルを計画中。現在、ESAがホワイトペーパーを検討中。開発され2028年以降に宇宙へ打ち上げられ、人工惑星軌道へ投入され観測を開始する予定。
- ビヨンド・アインシュタイン・プログラム
- 天琴 - 中国が計画中の宇宙重力波望遠鏡。
- INDIGO - インドに設置予定の重力波望遠鏡。